# Capilla de la Caridad (Algeciras)
La capilla de La Caridad también llamada del Hospital de la Caridad o de San Antón se encuentra situada en la Villa Nueva de Algeciras, en la plaza Juan de Lima, adosada al antiguo Hospital de La Caridad (hoy Casa de la Cultura), construido en 1754 gracias a las limosnas de los ciudadanos de la ciudad.
Acabó de construirse en 1754, antes de que fuese terminado el Hospital. La Capilla está dedicada a San Antón (o San Antonio Abad), posee una sola nave, fachada de un solo cuerpo con una puerta flanqueada por pilastras de estilo dórico que sostienen el tímpano, sobre él un óculo sobrio y todo ello rematado por una espadaña trilobulada con pináculos. Una placa sobre la puerta con el lema la caridad me hizo recuerda que fue construida por suscripción popular.
Durante el siglo XVIII la capilla estuvo dedicada a la Virgen del Carmen, patrona de las gentes del mar, debido a la cercanía del puerto de la época. Junto a la cercana Capilla del Cristo de la Alameda fue lugar de gran devoción desde 1780, año en que comienza el Gran Sitio de Gibraltar, por parte de los marineros de la flota española. Con posterioridad, la capilla pasó por una época oscura en la que dejó de poseer un capellán y de procesionar la imagen de la Virgen del Carmen aunque a mediados del siglo XIX debido a la nueva importancia que cobró el Hospital de la Caridad la capilla recuperó de nuevo sus funciones.
Durante los asaltos de 1931 esta capilla fue saqueada y aunque los elementos de mayor valor que en ella se encontraban fueron escondidos la mayor parte de las imágenes fueron destruidas, salvándose solo del expolio la imagen del Niño Jesús de la Virgen.
En 1934 fue constituida como parroquia pues hasta entonces solo cumplía estas funciones la Iglesia de la Palma.
La construcción en la segunda mitad del siglo XX de una nueva Iglesia del Carmen provocó el traslado de la parroquia.
La capilla es sede canónica de la Archicofradía de Nuestra Señora del Carmen y Venerable Cofradía de Penitencia del Santisimo Cristo de la Buena Muerte, conocido como Cristo de los Estudiantes, Nuestra Señora del Mayor Dolor y San Juan Evangelista.